# ديكستر (لعبة فيديو)
داكتسر (بالإنجليزية: Daxter)‏، هي لعبة فيديو أمريكية، وهي من تطوير شركة ريدي آت داون، ومن نشر سوني كمبيوتر إنترتنمنت، صدرت اللعبة في الأسواق سنة 2006، وتعمل حصراً لجهاز بلاي ستيشن بورتبل المحمولة.

## روابط خارجية
- ديكستر على موقع IMDb (الإنجليزية)